# Sweet spot (acoustique)
Pour les articles homonymes, voir Sweet spot.
Le sweet spot est un anglicisme, jargon utilisé par les ingénieurs du son et les audiophiles pour décrire la « position d'écoute de référence »
, désignant l'emplacement d'un individu qui serait pleinement en mesure d'entendre le mixage audio de la façon dont il était destiné à être entendu par le mixeur.

## Typologie

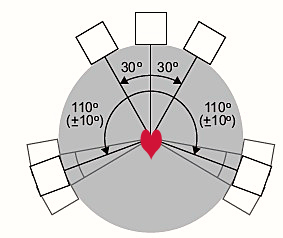
Le sweet spot est symbolisé ici par le cœur en rouge.

- En acoustique, le sweet point est la zone d'écoute idéale, la place de l'auditeur par rapport à l'emplacement des haut-parleurs.

- Les ingénieurs du son utilisent aussi le terme « sweet spot » comme définissant l'emplacement idéal du (ou des) microphone(s), afin d'en obtenir le meilleur son possible issu d'un instrument ou d'un groupe d'instruments de musique et, par extension, de toute source sonore à enregistrer[2].

### Détermination du sweet point
Cette procédure se détermine en partant de la position d'écoute de référence pour les systèmes d'écoute stéréo ou multicanal.
La règle consiste à placer dans un angle de 60° en stéréo et dans le même plan les deux haut-parleurs gauche et droit. La distance va dépendre de la taille du local, traité acoustiquement quand c'est un studio professionnel ou un auditorium pour le cinéma.

### Élargir le sweet point
Avec l'apparition du multicanal, différentes méthodes existent pour élargir la zone d'écoute du « sweet spot ».
- Le cinéma en relief appelle à une meilleure gestion et maîtrise de « l'espace sonore », le système multicanal 7.1 est une première réponse et les chercheurs explorent les possibilités d'exploiter la verticalité dans les systèmes de reproduction sonore.
- Le home cinema pose le problème quasiment insoluble du sweet point dont l'emplacement ne peut pas se résumer qu'au canapé du salon...